# Trnjani (Chorwacja)
Trnjani – wieś w Chorwacji, w żupanii brodzko-posawskiej, w gminie Garčin. W 2011 roku liczyła 786 mieszkańców.